# Ficus palmata
Ficus palmata Forssk., 1775 è una pianta da frutto della famiglia delle Moracee.

## Descrizione
Portamento arboreo, a moderato sviluppo (altezza massima 8–10 m).
Foglie ruvide, decidue, di forma poco o nulla lobata; cuoriformi o cuoriformi allungate appuntite, in alcune sottospecie leggermente dentate (caso molto raro nelle Moracee), ruvide in superficie dorsale, leggermente pelose sulla superficie ventrale soprattutto in corrispondenza delle nervature, dimensioni circa 12–14 cm x 15–16 cm.

## Tassonomia
La specie presenta due sottospecie:
- Ficus palmata subsp. palmata, a foglie intere appuntite o poco lobate, e nettamente dentate, presente nel sud ovest dell'Arabia e contigue regioni dell'est Africano.
- Ficus palmata subsp. virgata, a foglie nettamente cuoriformi, diffusa nel nord est dell'Arabia, in Iraq, Iran, Pakistan ed India nelle regioni confinanti con il Pakistan fino al Nepal.

## Distribuzione e habitat
Se Ficus carica è il fico della regione Mediterranea asiatico - europea (Mar Nero- Mar Mediterraneo), F. palmata è invece quello di una fascia più meridionale.
La pianta è stata molto meno selezionata del F. carica e quindi non è molto conosciuta, perlomeno in Europa.
Nonostante abbia lo stesso impollinatore e sia ritenuto strettamente imparentato con F. carica le differenze botaniche sono apprezzabili, ed indicano una evoluzione separata.
Cresce spontaneamente in Sudan, Egitto meridionale, Etiopia, Somalia, Eritrea, Yemen, Arabia Saudita, Iraq, Iran, Pakistan, India e Nepal, (è detto Punjab Fig).
Per la distribuzione di Ficus carica (coltivato o inselvatichito) gli areali delle due specie in alcune regioni sono prossimi, o sovrapposti, (ad esempio in Sudan, Egitto, Giordania, Iran e Pakistan), sono quindi possibili le presenze di ibridi naturali in quelle zone.
Sono stati realizzati comunque ibridi orticoli delle due specie.
Le varietà naturali della fascia occidentale (Africa ed Arabia) hanno foglie maggiormente appuntite (acuminate), e nettamente meno scabre/pelose.

## Impollinazione
L'insetto impollinatore è lo stesso di Ficus carica, cioè l'imenottero Blastophaga psenes (Agaonidae).